# Benutzerrolle

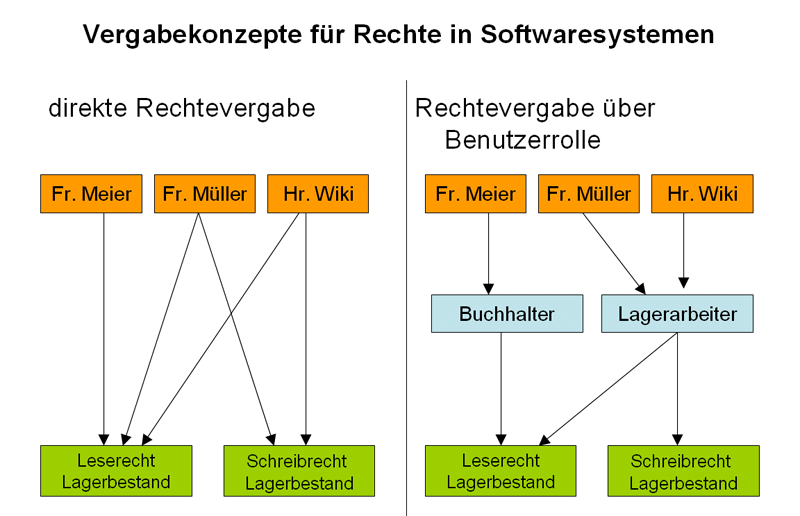
Rechtevergabekonzepte

Eine Benutzerrolle (oder kurz Rolle) fasst eine Menge von Einzel-Rechten einer Software bzw. in einem Betriebssystem zusammen. Benutzerrollen werden verwendet, um die Einzel-Rechte der vorgenannten Bereiche nicht für jeden Nutzer einzeln festlegen zu müssen: Statt vielen Benutzern dieselben einzelnen Rechte direkt zuzuweisen, wird eine Benutzerrolle definiert, welche die zuzuweisenden Rechte enthält. Den Benutzern wird dann jene Rolle zugewiesen. Dies erleichtert die Rechteverwaltung des Softwaresystems, da insbesondere bei Änderungen der Rechtestruktur nur die Rechte der Benutzerrolle angepasst werden müssen. Soll ein weiterer Benutzer die gleiche Menge an Einzel-Rechten zugewiesen bekommen, so muss auch ihm nur noch die eine Rolle zugeteilt werden.
Ein Benutzer kann mehrere Rollen haben und seine Rechte ergeben sich dann durch die Vereinigung der Rechte aller Rollen. Moderne Softwaresysteme stellen dem Benutzer eine an seine Benutzerrollen angepasste grafische Benutzeroberfläche bereit.
Benutzerrollen werden auch bei elektronischen Zutrittskontrollsystemen benutzt, seit der herkömmliche Schlüssel durch Chip-Karten immer mehr abgelöst wird. So lassen sich Zutrittsrechte zu Gebäuden effizient verwalten. Beispielsweise können Benutzer der Gruppe Hausmeister jede Tür öffnen und Benutzer der Gruppe EDV nur Türen im EDV-Trakt.
Das standardisierte Berechtigungskonzept der Role Based Access Control (deutsch: Rollenbasierte Zugriffskontrolle) basiert auf Benutzerrollen.